# Moc krążąca
Moc krążąca (ang. circulating power) – moc mechaniczna bezpośrednio krążąca w układzie. Układ z mocą krążącą stosuje się w układach do badania urządzeń mechanicznych, np. przekładni.
Moc krążąca w wyniku wielokrotnego krążenia w układzie zamkniętym jest tracona na skutek nieidealnej sprawności przeniesienia napędu między zębami kół, dlatego układ wymaga zasilania. 
Stanowisko do badania w układzie mocy krążącej przypomina kwadrat, gdyż obie przekładnie stoją obok siebie i są połączone wałkami skrętnymi. Układ jest napinany i puszczany w ruch. Układ umożliwia przenoszenie dużej mocy, przy znacznie mniejszej mocy zasilającej.
Jest to bardzo oszczędna metoda badań przekładni, alternatywnym rozwiązaniem jest układ otwarty: silnik – badana przekładnia – hamulec.